# Chiesa della Madonna di Tavella
La chiesetta, situata in mezzo ai campi  ad est dell'abitato di Madrisio, nel comune di Fagagna (UD), è delimitata da un muretto la cui entrata è caratterizzata da due pinnacoli dove alcune pietre riportano la data del 1656.

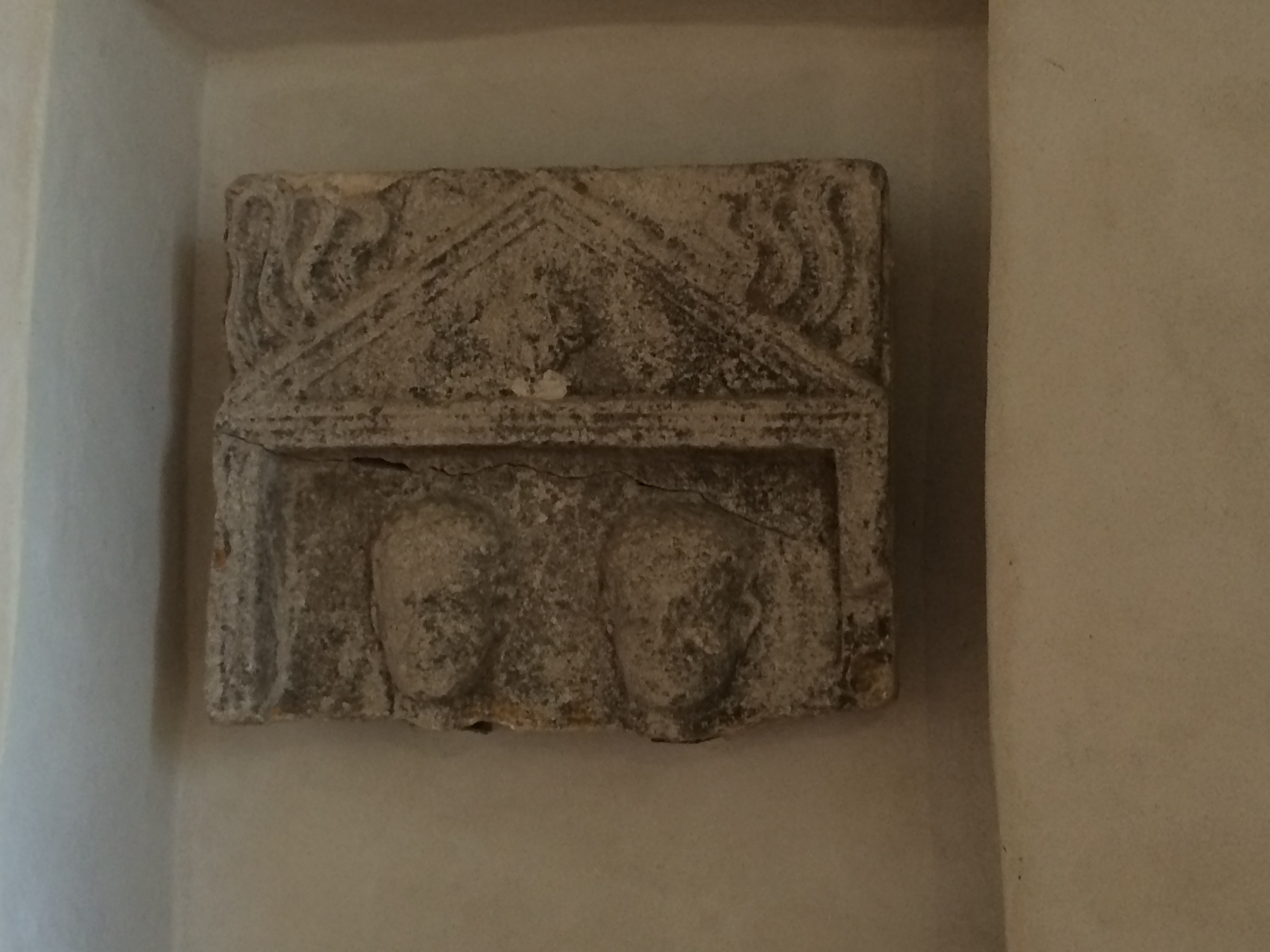
Bassorilievo di epoca romana

In seguito a scavi eseguiti all'interno della chiesa, si è giunti ad una origine del XIII secolo per la chiesa primitiva, distrutta poi dal terremoto del Friuli del 1348 e ricostruita nel 1407. Dopo il terremoto del Friuli del 1511 la chiesa fu ampliata con l'aggiunta di una navata laterale con volta a crociera. La facciata è semplice ed è sormontata da una monofora campanaria. All'interno dell'edificio è murato un bassorilievo, raffigurante due teste, risalente ad epoca romana, forse al I secolo d.C.. Sopra il portale principale vi sono lacerti di affresco con la raffigurazione della Madonna, risalente al XIII secolo e il cui autore era ancora legato ad ambiti bizantineggianti. A sinistra vi è un altro affresco con l'Annunciazione e due offerenti, che risale al 1519.

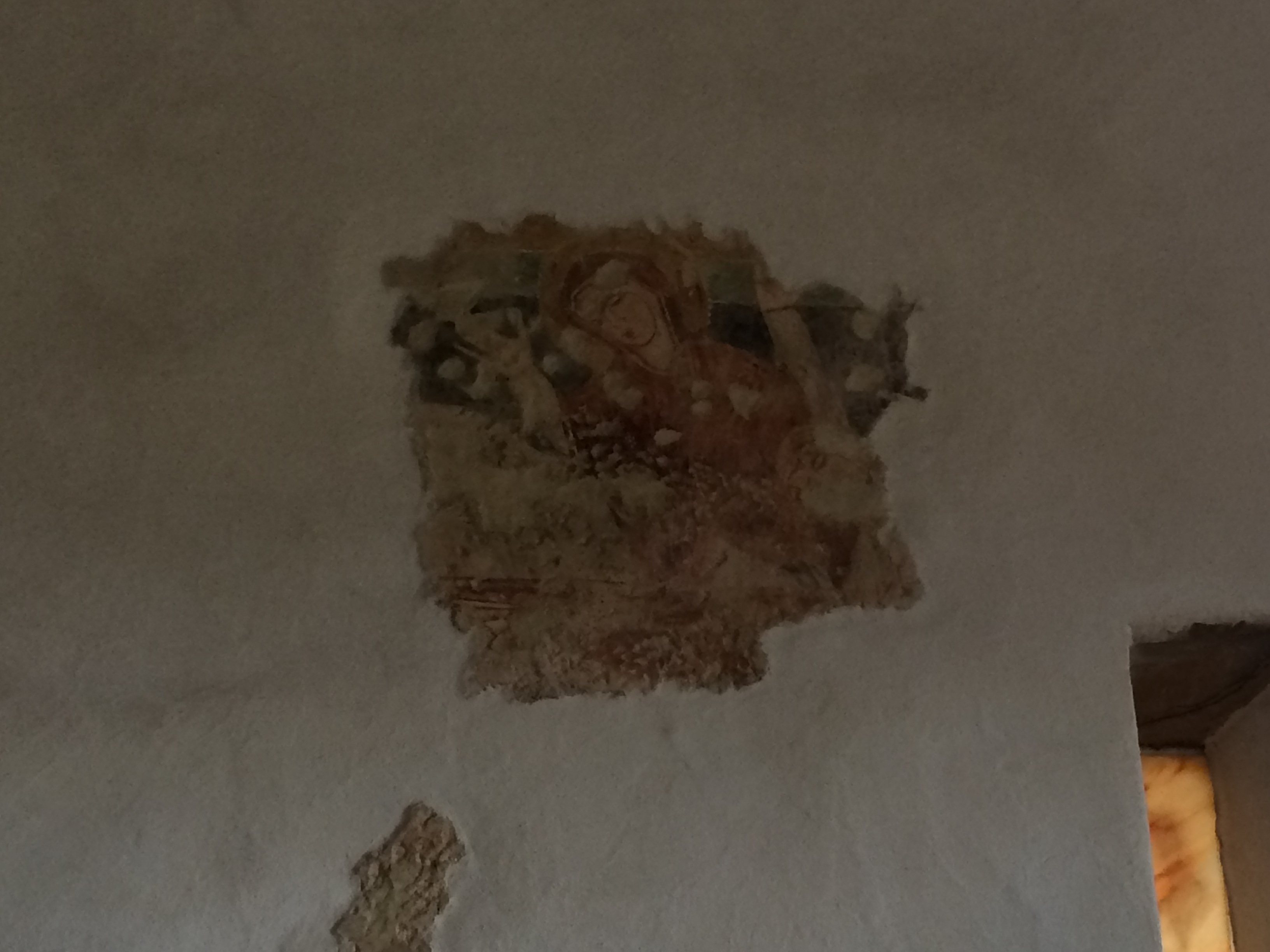
Affresco con la Madonna

Lungo il perimetro esterno è presente un edificio risalente al 1501, ora diroccato, che svolgeva la funzione di rifugio per gli eremiti.